# Orimarga (Orimarga) chionomera
Orimarga (Orimarga) chionomera is een tweevleugelige uit de familie steltmuggen (Limoniidae). De soort komt voor in het Neotropisch gebied.